# Grandville (bande dessinée)
Pour les articles homonymes, voir Grandville (homonymie).

Grandville est une bande dessinée britannique uchronique steampunk créée par Bryan Talbot en 2009. Le point de divergence est l’invasion de la Grande-Bretagne par Napoléon. La famille royale britannique a été guillotinée et l’Angleterre a été incorporée à l’empire français.

Quelque 180 ans plus tard, lasse de réprimer des groupes anarchistes et indépendantistes, la France a accordé l’indépendance à l’ex-Royaume-Uni qui s’appelle désormais la République Socialiste de Grande-Bretagne. L’action de Grandville se situe 23 ans après le début de cette indépendance. Techniquement nous sommes donc au début du XXIe siècle mais uchronie oblige tous les référents sont ceux de la Belle Époque mais une Belle Époque steampunk.

## Sources d’inspiration
Bryan Talbot ne s’est jamais caché s’être inspiré de Jean Ignace Isidore Gérard plus connu sous son nom de plume de Jean-Jacques Grandville. Ce dessinateur français du XIXe siècle s’est fait connaitre par Les Métamorphoses du Jour, livre représentant des animaux anthropomorphes dans des scènes de la vie quotidienne.
L’autre source d’inspiration de Talbot fut Albert Robida, autre grand illustrateur français, connu pour ses œuvres d’anticipation, sorte de prolongement paroxystique de l’univers de Jules Verne. 
Bryan Talbot associe ces deux univers pour créer le sien propre. Dans ce monde on trouve des téléphones sous le nom d’acoustitubes, les robots sont des automates, les microprocesseurs sont devenus des microconduits, Paris s’appelle désormais Grandville et si les avions en tant que tels n’existent pas, aéronefs et dirigeables permettent des liaisons expresses.
Talbot reconnait également avoir une dette envers W. Herlet, auteur de Dampf und Elektricität : die Technik im Anfang des XX. Jahrhunderts (1901) dont les planches l’ont inspiré pour créer son monde uchronique.

## Intérêt de la série et référents multiples
Ces aventures content les enquêtes d’Archibald LeBrock, inspecteur à Scotland Yard. C’est un blaireau d’où son nom de famille (broc’h en breton signifie blaireau) ; il est accompagné de son adjoint, sorte de Watson, qui répond au nom de Roderick Ratzi et qui est un rat. C’est le tandem assez classique des romans policiers, Hercule Poirot/Hastings, Sherlock Holmes/ Dr Watson, etc. À ce titre, le deuxième tome insiste sur ce référent puisque la logeuse de LeBrock s’appelle Mme Doyle. L’intérêt de la série ne réside pas seulement dans la qualité des histoires mais aussi par la multitude de détails qui y sont glissés.

Dans le premier tome publié en France par les Éditions Milady, Talbot revient sur un certain nombre d’entre eux. Par exemple lorsqu’ils arrivent à Paris, les héros séjournent à l’Hôtel Marianne dont la statue rappelle celle de La Liberté guidant le Peuple (1830) d’Eugène Delacroix. Dans cet hôtel, ils croisent des animaux glabres appelés familièrement « pâtes à pain » à cause de la blancheur de leur peau. Il s’agit en fait d’une « espèce de chimpanzés glabres issus d’Angoulême », en fait des humains bien sûr. Clin d’œil direct au festival d’Angoulême puisqu’une bonne partie de ces humains sont en fait des personnages de BD. On croise ainsi dans le premier tome Bécassine, Spirou apparait à plusieurs reprises dans ce même album. Gaston Lagaffe, cigarette au bec et mauvais garçon est présent en compagnie de Lucien dans le deuxième tome, dans le troisième album on retrouve Nestor, le domestique du capitaine Haddock, sous le nom de Nistair, etc.

Leur nom n’est jamais bien sûr jamais donné et il s’agit le plus souvent de personnages secondaires dévolus à des tâches subalternes et privés de tous droits civiques.

Talbot truffe ses dessins de détails réels reliftés à son univers. Toujours à titre d’exemple dans les Les Folies Bergères, une des affiches est un pastiche d’une publicité d’Alphonse Mucha pour Sarah Bernhardt. Sur la même vignette, on y voit aussi une autre affiche qui reprend la couverture d’un album d’Omaha, une bande dessinée anthropomorphe de Kate Worley et Reed Waller. La quasi-intégralité de ces référents sont allusifs tel l’un des automates du Pr Tope qui fait étrangement penser à Archie le Robot, personnage populaire de la BD britannique dans les années 50. Parmi les rares exceptions on soulignera celle de Snowy Milou, assistant du Pr Tope, grand créateur d’automates.

Mais les dessins ne sont pas les seuls clins d’œil multiples qu’offre Talbot. Première puissance mondiale, cette France uchronique est engluée dans une guerre en Indochine comme autrefois les États-Unis au Vietnam. Le sujet du premier tome est basé sur la destruction de la Tour Robida par un dirigeable bourré d’explosifs, allusion directe à l’artiste et métaphore assumée des Twin Towers. Dans ce même album, le Premier Ministre français, ancien leader d’un parti d’extrême droite, s’appelle Jean-Marie Lapin, l’Angleterre est reliée au continent non pas par un tunnel mais par un pont qui enjambe la Manche, on ne parle plus l’anglais que dans les campagnes reculées puisque le français est la langue universelle, etc.

D’ailleurs pour renforcer cette prégnance française, Talbot n’hésite pas à écrire « épicerie » sur la devanture de groceries londoniennes, de même le journal de référence s’appelle Le Londonien et les gros titres sont en français, parfois un peu incertains. Ainsi « meurtrier connu, Edward Mastock en cavale à Paris » s’il n’est pas grammaticalement incorrect devient dans la version française « Le célèbre meurtrier... ». Toujours dans le même esprit, la chaine d’informations télévisées est bien CNN pour ... Canal des Nouvelles Nationales, etc.
Si la Tour Robida est un pastiche de la Tour Eiffel, on peut néanmoins s’étonner de l’existence du Sacré-Cœur de Montmartre puisque dans ce monde-là, la Commune parisienne n’a a priori jamais eu lieu. Il n’en reste pas moins vrai, et c’est l’une des grandes forces de la série, que Talbot nous offre un monde particulièrement lisible et cohérent.
Ce monde est cousin du nôtre. Une des intrigues secondaires du troisième volume est axée sur une querelle entre anciens et modernes, entre l’art figuratif et l’art abstrait et trouve certaines résonances et outrances sur nos propres débats culturels actuels.

## Les personnages
S’il y a de vrais « méchants » dans ces aventures, il n’y a pas de personnages répondant pleinement aux archétypes de héros à part Roderick et Archibald. L’audace de Taylor consiste justement à faire d’une prostituée, une héroïne, phénomène assez rare particulièrement dans le monde de l’édition anglo-saxonne. Peu de personnages positifs donc, la plupart étant ambigus. À titre d’exemple, Chérie est la femme de l’Inspecteur Rocher, ami de LeBrock. Sympathique et sophistiquée, elle va s’avérer être une aguicheuse quasiment devant son mari. Le premier ministre britannique est également peu reluisant, etc.

C’est donc aussi ce cynisme qui fait la richesse et apporte une certaine authenticité au récit. Ces bêtes ont finalement un comportement très humain.

## Les aventures
Chaque album fait une centaine de pages d’où des histoires assez denses.

1-	Inspecteur LeBrock de Scotland Yard (2010 puis 2023 en français ; 2009 en anglais)

Le corps de Raymond Leigh-Loutre a été retrouvé mort. La police locale pense à un suicide mais l’inspecteur LeBrock de Scotland Yard pense à un meurtre puisque le défunt tenait son revolver de la main droite alors qu’il était gaucher. Tout laisse penser qu’il s’agit d’un coup des Services Secrets Français. Accompagné de son adjoint Ratzi, LeBrock file à Grandville, la ville lumière, pour enquêter.

Ses pas l’amènent à rencontrer la célèbre actrice Sarah Blaireau (Blairow dans la version originale) qu’il sauve momentanément des griffes de l’Escadron de la Mort. Tout ceci laisse penser à une vaste conjuration, laquelle n’est pas étrangère à la destruction de la Tour Robida par des anarchistes anglais deux ans auparavant.

2-	Grandville, mon Amour (2011 puis 2023 en français ; 2010 en anglais)

L’histoire se situe 3 semaines après l’aventure précédente.

Edward Mastock, assassin pervers et ancien grand résistant contre l’occupant français échappe in extremis à la guillotine. Les moyens employés pour cette évasion sanglante ne laissent aucun doute sur les complicités nécessaires. Reste à savoir lesquelles et pourquoi.

Paris connait peu de temps après une série de meurtres dont la signature rappelle celle de Mastock. LeBrock et Ratzi retournent donc à Grandville pour une enquête officieuse. Il apparaît que les jeunes femmes assassinées avaient toutes un lien commun et étaient les dépositaires involontaires d’un secret vieux de 23 ans concernant les circonstances réelles de l’indépendance britannique.
À noter que c’est dans cet épisode que LeBrock rencontre Billie, prostituée de son état, et sosie presque parfait de Sarah Blaireau.

3-	Bête Noire (2012 inédit en français)

L’histoire se situe 7 semaines après l’aventure précédente.
À la suite du dénouement du premier épisode, la France est désormais dirigée par un Conseil Révolutionnaire ce qui n’est pas du goût de tout le monde. Le baron Krapaud aimerait restaurer « la France dans sa grandeur ». Il s’agit en fait d’une conspiration ultra-réactionnaire qui voit d’un mauvais œil les promesses de suffrage universel, d’école et de soins gratuits qu’assure vouloir accorder ledit conseil.

Le moyen pour assurer la victoire de cette contre-révolution est une armée d’automates créée par une « pâte à pain » qui ressemble à s’y méprendre à Philip Mortimer le célèbre héros d’Edgar Pierre Jacobs.

Dans le même temps, la police française demande à LeBrock de lui donner un coup de main dans une enquête en chambre close. Le célèbre peintre Gustave Corbeau a été poignardé à mort alors que son domicile était gardé de toutes parts et barricadé de l’intérieur.

C’est aussi l’occasion pour Archie de retrouver Billie qui sert désormais de modèle au célèbre Auguste Rodent, un fameux castor.

C’est aussi dans cet épisode que l’on apprend que LeBrock a été marié à Florence mais que celle-ci a été assassinée par les jumeaux Cray . LeBrock a tué Eugene et envoyé Stanley en prison. Mais 12 ans ont passé et le criminel doit être libéré prochainement. Heureusement les enfants de Florence et Archie, Jack et Arabella, sont loin de Londres, dans le Cumberland à la frontière anglo-écossaise, élevés par leur grand-mère et l’oncle de Lebrock.

À noter que parmi les personnages très secondaires on retrouve l’équivalent animal de Toulouse-Lautrec, Aristide Bruant, etc.

On évoquera aussi une manifestation de « pâtes à pain » revendiquant les mêmes droits civiques. Dans cette foule on reconnait Tif et Tondu, Spirou, mais aussi Little Lulu un personnage de BD américaine assez peu connu de ce côté-ci de l’Atlantique.

4-	Grandville : Noël (2014 inédit en français)

L’histoire se situe 3 mois après le premier épisode.

Une licorne gourou américaine organise le suicide de ses adeptes en leur faisant avaler du poison. On pense bien sûr à Jim Jones qui avait organisé en 1978 le massacre de Jamestown. Toujours est-il que cette licorne décide de filer vers la plus grande ville du monde : Grandville.

Vingt mois après ces faits, alors que la neige commence à tomber sur Londres, Mrs Doyle sanglote. Sa nièce est partie rejoindre une secte en France et elle n’a plus de nouvelles depuis. La pauvre tante redoute le pire. C’est plus qu’il n’en faut pour qu’Archibald et Roderick reprennent le chemin de Paris.

C’est dans cet épisode que Billie annonce à LeBrock qu’il va de nouveau être père.

5-	Grandville : Force Majeure 

L’album est annoncé comme l'ultime de la série. La sortie est prévue pour octobre 2017. (164 Pages)

## Les albums
Les deux premières aventures ont été publiées en France par les Éditions Milady, puis rééditées en 2023 par le Label Delirium.

Les éditions Jonathan Cape possèdent les droits au Royaume-Uni, tandis que Dark Horse Comics détient ceux aux États-Unis.